# Branko Jordan
Branko Jordan, slovenski gledališki igralec, * 24. oktober 1977, Novo mesto.

## Življenjepis
Leta 1997 se je vpisal na ljubljansko Akademijo za gledališče, radio, film in televizijo, kjer je leta 2002 diplomiral v razredu Mileta Koruna in Matjaža Zupančiča. Izobraževanje je nadaljeval na mednarodni šoli gledališke antropologije (International School of Theatre Antropology) na Danskem. Prvi angažma je dobil leta 2003 v Slovenskem ljudskem gledališču Celje, že naslednje leto pa se je za štiri leta preselil v Prešernovo gledališče Kranj. Leta 2009 je postal član igralskega ansambla Drame SNG Maribor, nato je med letoma 2014 in 2016 domoval v ljubljanski drami. Leta 2016 se je za nekaj sezon znova vrnil v mariborsko dramo, leta 2019 je bil znova član SNG Drama Ljubljana, 1. oktobra 2020 pa je postal član ansambla Mestnega gledališča ljubljanskega. Od leta 2020 deluje tudi kot docent - visokošolski učitelj za področje dramska igra in umetniška beseda na Akademiji za gledališče, radio, film in televizijo Univerze v Ljubljani.
Njegova partnerica je dramaturginja Livia Pandur, sestra pokojnega režiserja Tomaža Pandurja.

## Vloge

### Film in televizija
- 2015 - Luči mesta
- 2011 - Zmaga ali kako je Maks Bigec zasukal kolo zgodovine
- 2007 - Instalacija ljubezni
- 2001 - Zlatko!